# Lotinae
Sous-famille
Les Lotinae sont une sous-famille de poissons téléostéens de la famille des Gadidae.

## Liste des genres
Selon ITIS (11 mars 2020) :
- Brosme Oken, 1817
- Lota Oken, 1817
- Molva Lesueur, 1819

## Répartition géographique

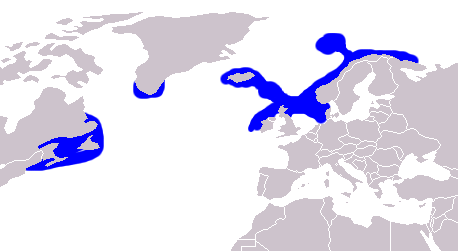
Brosme brosme
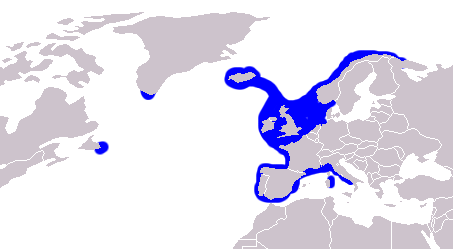
Molva molva